# Sandstarr
Sandstarr (Carex arenaria) är en flerårig gräslik växt inom släktet starrar och familjen halvgräs. Sandstarrens jordstam är krypande, två till tre mm tjock och har två till tre cm långa ledstycken samt strån stående i rader. Dess basala slidor är blek- eller mörkbruna. Sandstarrens mörkgröna blad blir från 1,5 till 3,5 mm breda och är lika långa som stråna. Dess axsamling är pyramidformat huvudlik, tre till åtta cm och innefattar fem till femton ax. De översta axen innefattar vanligen enbart hanblommor. De blek- eller rödbruna axfjällen blir fem till sex mm. De blekbruna fruktgömmena blir 4 till 5,5 mm och har breda vingkanter, men bredast på mitten. Näbben på fruktgömmet blir en till två mm och är sträv och kluven. Sandstarr blir från 10 till 30 cm hög och blommar från maj till juli.

## Utbredning
Sandstarr är vanlig i Norden och återfinns vanligen på öppen sand vid kusten, såsom dyner, hedar, strandvallar, sandfält, banvallar och vägkanter. Dess utbredning i Norden sträcker sig till Finlands sydkust, Åland, Sveriges västkust och delar av den södra delen av Sveriges östkust, Öland, Gotland, Norges sydkust samt hela Danmark.
- Referens: Den nya nordiska floran ISBN 91-46-17584-9